# Celiptera aurinia
Celiptera aurinia là một loài bướm đêm trong họ Erebidae.